# Peter Vaughan
Peter Vaughan (ur. 4 kwietnia 1923 w Wem, zm. 6 grudnia 2016 w Mannings Heath) – brytyjski aktor charakterystyczny, teatralny, filmowy i telewizyjny.

## Życiorys
Vaughan debiutował na dużym ekranie w 1959. W ciągu swej kariery zagrał przeszło 80 filmowych ról; pojawił się także gościnnie w kilkudziesięciu serialach telewizyjnych. W pamięci widzów pozostaje w szczególności rola kamerdynera, Stevensa seniora w filmie Okruchy dnia (1993; reż. James Ivory). W 2007 zagrał w popularnej komedii Zgon na pogrzebie, a od 2011 grał w serialu Gra o tron.

## Filmografia
- Wioska przeklętych (1960) jako P.C. Gobby
- Zwycięzcy (1963) jako policjant
- Fanatyk (1965) jako Harry
- Nędzne psy (1971) jako Tom Hedden
- Dziki Mesjasz (1972) jako opiekun muzeum
- Człowiek Mackintosha (1973) jako inspektor Brunskill
- Masakra w Rzymie (1973) jako gen. Albert Kesselring
- Valentino (1977) jako Rory O’Neil
- Świt Zulu (1979) jako Bloomfield
- Kochanica Francuza (1981) jako pan Freeman
- Bandyci czasu (1981) jako ogr Winston
- Ostrze brzytwy (1984) jako Mackenzie
- Brazil (1985) jako pan Helpmann
- Miłość wilkołaka (1986) jako wujek Francis Abbot Sr.
- Tożsamość Bourne’a (1988) jako Koening
- Wojna i pamięć (1988; serial TV) jako gen. Kurt Zeitzler (w odc. 6. i 7.)
- Król wiatru (1989) jako kapitan
- Góry Księżycowe (1990) jako lord Houghton
- Jądro ciemności (1993) jako dyrektor
- Okruchy dnia (1993) jako William Stevens (Stevens, senior)
- Vaterland – Tajemnica III Rzeszy (1994) jako gen. Arthur Nebe
- Czarownice z Salem (1996) jako Giles Corey
- Tajny agent (1996) jako kierowca
- Twarz (1997) jako Sonny
- Nędznicy (1998) jako biskup
- 1900: Człowiek legenda (1998) jako „Pops”, sprzedawca
- Idealny mąż (1999) jako Phipps
- Hornblower: Żabojady i homary (1999) jako admirał Lord Hood
- Hotel Splendide (2000) jako Morton Blanche
- Lorna Doone (2000) jako sir Ensor Doone
- Historia miłosna (2000) jako stary baron Blau
- Długość geograficzna (2000) jako George Graham
- Kiss Kiss (Bang Bang) (2001) jako Daddy Zoo
- Matka (2003) jako Toots
- Perły królowej Saby (2004) jako Edward Pretty
- Peter Sellers: Życie i śmierć (2004) jako Bill Sellers, ojciec Petera
- Zgon na pogrzebie (2007) wujek Alfie
- Czy ktoś tam jest? (2008) jako Bob
- Albatros (2011) jako dziadek
- Gra o tron (2011-2016; serial TV) jako maester Aemon[1]